# Nazca Corporation
La Nazca Corporation (株式会社ナスカ?, Kabushiki-gaisha Nasuka) è stata un'azienda giapponese attiva nello sviluppo di videogiochi. Fu fondata nel 1994 da alcuni ex impiegati della Irem, che avevano abbandonato la società a causa della sua inattività; fu successivamente rilevata da SNK nel 1996.
Il nome Nazca fu deciso durante una riunione, prendendo spunto dalle linee di Nazca in Perù.
Nella sua breve esperienza, la Nazca Corporation si è occupata dello sviluppo dei primi titoli della serie videoludica Metal Slug e di Neo Turf Masters. Figura, inoltre, nello staff di Metal Slug Anthology, raccolta del 2006 che comprende buona parte degli episodi di Metal Slug.

## Lista di videogiochi prodotti
- Neo Turf Masters (1996)
- Metal Slug (1996)
- Metal Slug 2 (1998, come parte di SNK)
- Metal Slug X (1999, come parte di SNK)
- Metal Slug 3 (2000, come parte di SNK)